# فلکبی
فلکبی (به آلمانی: Fleckeby) یک شهر در آلمان است که در رندسبورگ-اکرنفورده واقع شده‌است.
 فلکبی  ۱٬۸۳۰ نفر جمعیت دارد.